# Eophona personata
Il frosone mascherato o frosone giapponese (Eophona personata Temminck & Schlegel, 1848) è un uccello passeriforme della famiglia dei fringillidi.

## Descrizione

### Dimensioni
Misura fra i 18 ed i 23 cm di lunghezza, per un'apertura alare di 24–25 cm ed un peso medio di 60 g, sebbene un singolo maschio selvatico fece registrare un peso di 80 grammi.

### Aspetto

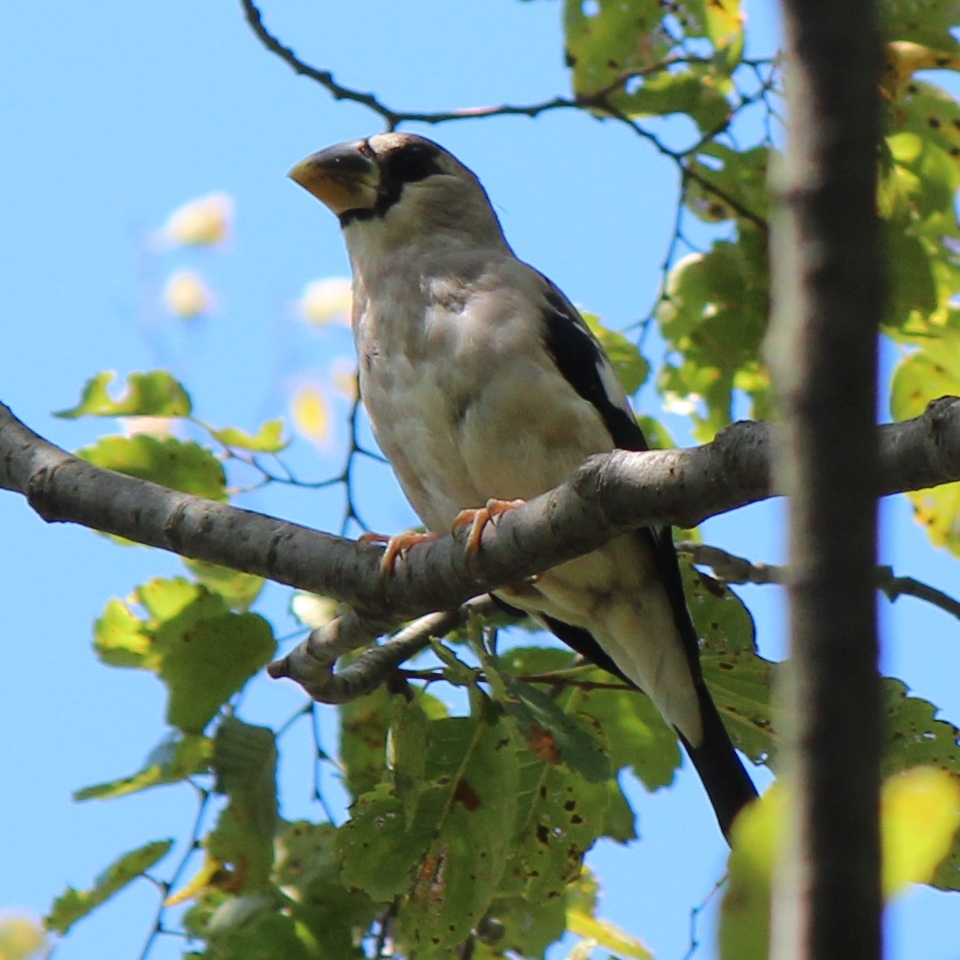
Un giovane frosone giapponese, riconoscibile dai colori chiari e dalla mascherina poco pronunciata.

Si tratta di uccelli di corporatura massiccia e squadrata, con grossa testa e becco forte, tozzo e conico.

La colorazione è grigio topo uniforme su tutto il corpo, con tendenza a schiarirsi su ventre e sottocoda: sui fianchi sono presenti sfumature rossicce, mentre la coda e le remiganti sono di colore nero e le copritrici blu scuro munite di una banda bianca (l'estensione del bianco è minore nella sottospecie magnirostris) visibile quando l'animale è in volo. La caratteristica distintiva di questa specie è la presenza di una macchia di piume nere che dalla nuca raggiunge gli occhi e da qui il becco, prolungandosi sulla gola in una bavetta e dando l'impressione che l'animale indossi una maschera (da cui il nome comune di "frosone mascherato" ed il nome scientifico personata, derivante dal latino persōna con significato appunto di "maschera").

Il becco è di colore giallo, con un anello basale di color avorio.

## Biologia
Il frosone giapponese è un uccello molto schivo, che al di fuori della stagione riproduttiva si muove fra le cime degli alberi in coppie od in gruppetti di meno di dieci individui.
In volo, questi uccelli possono emettere vocalizzazioni ticchettanti corte ma potenti: il canto, invece, è basso e flautato e comprende 4 note fischianti ripetute in maniera cantilenante.

### Alimentazione
Si tratta di animali essenzialmente granivori, che si cibano di una varietà di semi e pinoli riuscendo facilmente ad aver ragione anche di involucri molto duri grazie al robusto e potente becco. Durante l'inverno, la loro dieta si basa principalmente sui semi di cedro, betulla e cedro del Giappone, mentre durante la stagione calda mangiano anche bacche e insetti (soprattutto bruchi), dei quali si nutrono in maniera maggiore rispetto agli altri frosoni.

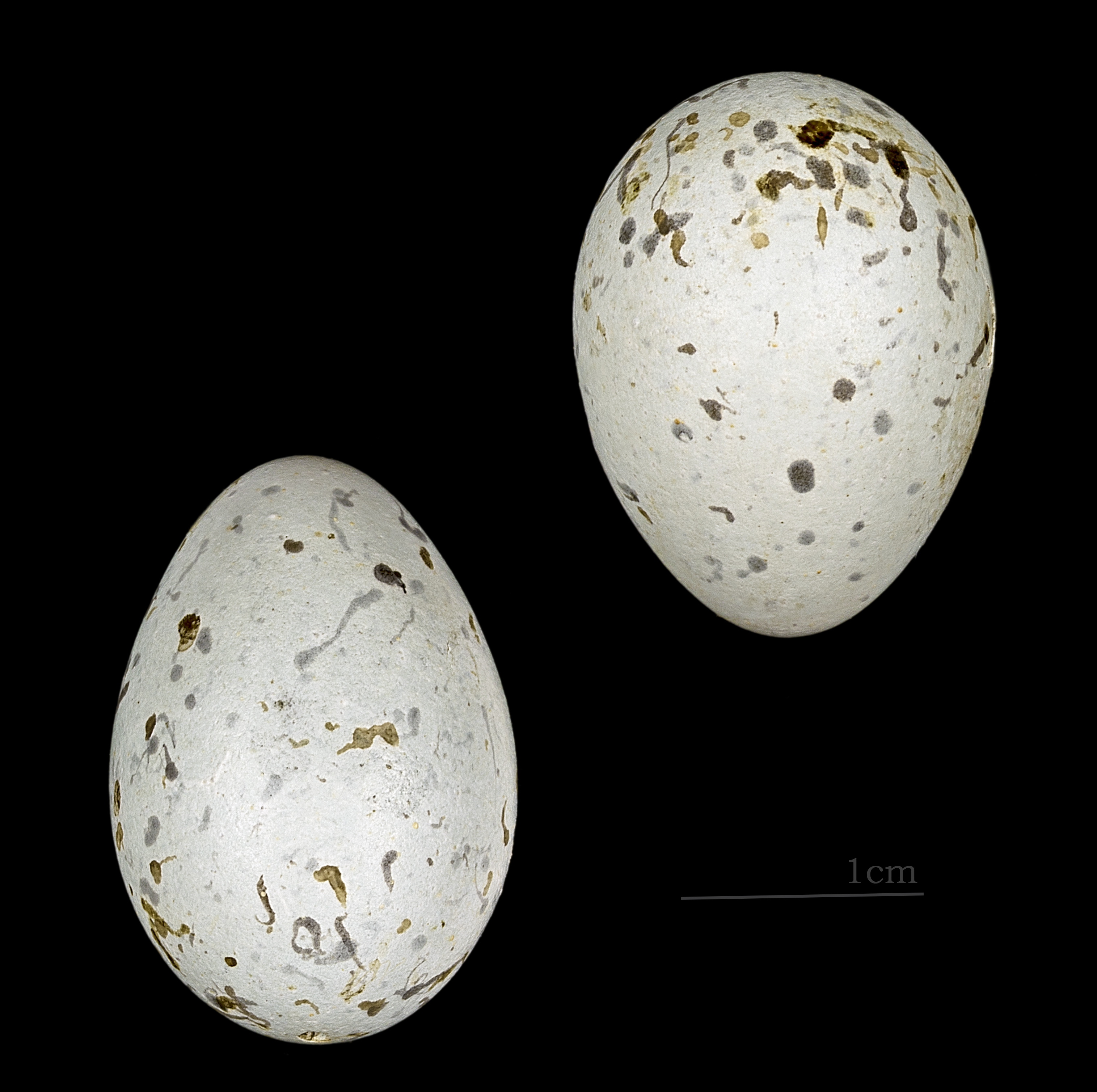
Uova di Eophona personata personata

### Riproduzione
Durante la stagione degli amori, che inizia in primavera, le coppie divengono territoriali e scacciano energicamente ogni intruso che si avvicini al nido. Quest'ultimo è poco profondo, ha una forma a coppa e viene costruito sui rami sottili e lontani dal tronco, per essere meno accessibile ad eventuali predatori terrestri; in esso la femmina depone fra le 3 e le 5 uova, che si occupa di covare per circa 11-12 giorni. I piccoli vengono nutriti da ambedue i genitori e sono in grado d'involarsi 13 giorni dopo la schiusa, tuttavia essi tendono a rimanere coi genitori per altre due settimane circa (durante i quali vengono nutriti principalmente dal maschio) prima di allontanarsene.

## Distribuzione e habitat

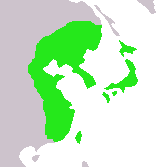
Areale del frosone giapponese.

A dispetto del nome comune, il frosone giapponese non vive soltanto in Giappone (del quale è però endemica la sottospecie nominale, diffusa da Hokkaidō a Kyūshū), ma anche in Manciuria, Corea e Russia sud-orientale nei pressi del basso corso dell'Amur.
Predilige gli ambienti di foresta decidua temperata, ma lo si trova anche nei boschi misti e nelle foreste di conifere: a differenza del congenere frosone cinese (con la quale vive in parapatria nella maggior parte del proprio areale) il frosone giapponese non è un amante della quota e lo si trova di preferenza in ambienti pianeggianti o vallivi. Vive senza problemi a contatto con l'uomo in ambienti non eccessivamente antropizzati, e lo si può osservare anche in parchi pubblici, viali e giardini periferici ben alberati.
Durante la stagione fredda, può compiere spostamenti anche consistenti alla ricerca di cibo, ma solo la sottospecie continentale è completamente migratoria e durante l'inverno si spinge a sud fino all'Hebei e a Pechino.

## Tassonomia
Se ne classificano due sottospecie:
- Eophona personata personata  (Temminck & Schlegel, 1848), la sottospecie nominale, diffusa in Giappone centrale e meridionale;
- Eophona personata magnirostris  (Hartert, 1896), di maggiori dimensioni e dalla colorazione più pallida, diffusa in Siberia orientale, Manciuria e Corea.